# Mostra de Venise 1992
La Mostra de Venise 1992, 49e édition du festival international du film de Venise (49ª edizione della Mostra internazionale d'arte cinematografica), est un festival cinématographique qui se tient du 1er au 12 septembre 1992 à Venise, en Italie.

## Jury
- Dennis Hopper (É.-U.) et Jiří Menzel (Tchécoslovaquie) (coprésidents), Gianni Amelio (Italie), Ennio Morricone (Italie), Anne Brochet (France), Neil Jordan (Irlande), Hanif Kureishi (Grande-Bretagne), Sheila Whitaker (Grande-Bretagne), Michael Ritchie (É.-U.), Jacques Siclier (France), Fernando Solanas (Argentine).

## Compétition
- L'Absence (Die Abwesenheit) de Peter Handke  Allemagne
- Acla's Descent into Floristella (La discesa di Aclà a Floristella) de Aurelio Grimaldi  Italie
- Brothers and Sisters (Fratelli e sorelle) de Pupi Avati  Italie
- La Chasse aux papillons de Otar Iosseliani  France
- Mort d'un mathématicien napolitain (Morte di un matematico napoletano) de Mario Martone  Italie
- Glengarry Glen Ross de James Foley  États-Unis
- Guelwaar de Ousmane Sembène  Sénégal
- Jambon, jambon (Jamón Jamón) de Bigas Luna  Espagne
- Un cœur en hiver de Claude Sautet  France
- In the Soup de Alexandre Rockwell  États-Unis
- L.627 de Bertrand Tavernier  France
- Le Dernier Plongeon (O Último Mergulho) de João César Monteiro  Portugal
- Hotel de lux de Dan Pita  Roumanie
- Olivier, Olivier de Agnieszka Holland  France
- Orlando de Sally Potter  Royaume-Uni
- La Peste de Luis Puenzo  Argentine
- L'Esprit de Caïn (Raising Cain) de Brian De Palma  États-Unis
- Le Milicien amoureux (Чувствительный милиционер - Chuvstvitelnyy militsioner) de Kira Mouratova  Ukraine
- Qiu Ju, une femme chinoise (秋菊打官司 - Qiu Ju da guan si) de Zhang Yimou  Chine
- Le Puits (Kaivo) de Pekka Lehto  Finlande

## Palmarès
- Lion d'or pour le meilleur film : Qiu Ju, une femme chinoise (Qiu Ju da guan si) de Zhang Yimou
- Grand Prix spécial du jury : Mort d'un mathématicien napolitain (Morte di un matematico napoletano) de Mario Martone
- Lion d'argent pour le meilleur réalisateur (triple ex æquo) : Claude Sautet pour Un cœur en hiver, Bigas Luna pour Jambon, jambon (Jamón, jamón) et Dan Pita pour Hotel de lux
- Coupe Volpi pour la meilleure interprétation masculine : Jack Lemmon pour Glengarry Glen Ross de James Foley
- Coupe Volpi pour la meilleure interprétation féminine :  Gong Li pour Qiu Ju, une femme chinoise (Qiu Ju da guan si) de Zhang Yimou
- Lion d'or d'honneur : Francis Ford Coppola, Jeanne Moreau et Paolo Villaggio